# کشکوییه (بافت)
کُشکوییه (بافت)(Kushkuiyeh)، شهری از توابع بخش خبر شهرستان بافت در استان کرمان ایران است. این شهر مرکز  بخش خبر است و در جنوب غربی بافت قرار دارد.کُشکوئیه با ابلاغ وزارت کشور در مهرماه سال ۹۸ به شهر ارتقا یافت.

## جمعیت
این شهر در بخش خبر قرار دارد و براساس سرشماری مرکز آمار ایران در سال ۱۳۹۵، جمعیت آن ۲٬۷۶۰ نفر بوده‌است.

## آب و هوا و اقلیم
آب و هوای شهر کشکوئیه بافت معتدل خشک است و میانگین بارش سالانه این شهر حدود ۲۰۰ میلیمتر است. تابستان های نسبتا گرم و نه چندان طولانی و زمستان های سردی دارد. شهر کشکوئیه دشتاب در یکی از مرتفع ترین دشت های ایران با ارتفاعی بیش از ۲۰۰۰ متر از سطح دریا قرار دارد. این شهر همچنین در حاشیه پارک ملی خبر که یکی از بزرگترین پارک های ملی ایران است قرار گرفته است.

## فضاهای فرهنگی و دینی
- مسجد صاحب الزمان
- فاطمیه دشتاب

## پارکها و فضای سبز
- پارک شهر
- بوستان فاطمیه

## بهداشت و درمان
- مرکز جامع بهداشت سلامت دشتاب[۶]

## خیابان ها و معابر مهم شهری
- خیابان استقلال
- بلوار آیت الله خامنه ای
- بلوار پردیس
- خیابان امام خمینی«ره»
- خیابان شهید باهنر
- خیابان شهید سلیمانی

## فاصله تا سایر شهرها
| شهر مقصد | فاصله (کیلومتر) |
| -------- | --------------- |
| تهران    | ۱٬۱۵۵ کیلومتر   |
| کرمان    | ۱۸۸ کیلومتر     |
| مشهد     | ۱٬۰۹۲ کیلومتر   |
| قم       | ۹۷۵ کیلومتر     |
| اصفهان   | ۷۷۰ کیلومتر     |
| تبریز    | ۱۶۸۸ کیلومتر    |
| اهواز    | ۱۰۴۲ کیلومتر    |

## سوغات
سوغات شهرکشکوییه دشتاب شامل محصولات لبنی از جمله ماست و دوغ و شیرینی های کماچ و کلمپه، بادام و میوه جات سردسیری و صنایع دستی شاخص این شهر نیز گلیم است.

## کشاورزی
شهرکشکوییه، از مناطق مهم کشاورزی در استان کرمان به شمار می آید. هم اکنون طرح هایی در زمینه کشاورزی از جمله گلخانه های ماهان در نزدیکی این شهر در حال اجراست.

## زیرساخت های صنعتی و کشاورزی
- مجتمع پتروشیمی بافت: در فاصله ای نه چندان دور از کشکوییه، مجتمع پتروشیمی دشتاب بافت در حال ساخت است.[۸]
- مجتمع گلخانه ای ماهان